# Sculptosyntretus oculatus
Sculptosyntretus oculatus är en stekelart som beskrevs av Sergey A. Belokobylskij 1993. Sculptosyntretus oculatus ingår i släktet Sculptosyntretus och familjen bracksteklar. Inga underarter finns listade i Catalogue of Life.